# 石橋学 (自転車選手)
石橋 学（いしばし まなぶ、1992年11月30日 - ）は、日本の自転車競技（ロードレース）選手。

## 人物
青森県南部町出身。 2014年、全日本選手権個人タイムトライアル男子U23で優勝。青森山田高等学校を卒業。2013年、鹿屋体育大学在学中にチームNIPPO-デローザに所属。2015年、チームがプロコンチネンタルチームに昇格しNIPPO・ヴィーニファンティーニとなった際にもメンバーに残り、5月にはジロ・デ・イタリアの出場メンバーに選出された。(日本人最年少での出場)

## 戦績
- 2010
  - 東北地域自転車道路競技大会 少年個人ロードレース 優勝
  - 東北自転車競技選手権大会 男子4km団体追抜競走 3位
- 2012
  - 全日本選手権・ロードレース U23 6位
- 2013
  - 全日本学生選手権チームロードタイムトライアル 優勝
  - 全日本選手権・ロードレース U23 5位
  - 全日本学生選手権個人ロードレース大会 6位
- 2014
  -  全日本選手権・個人タイムトライアル U23 優勝
  - 全日本選手権・ロードレース U23 4位
  - アジア自転車競技選手権大会・個人タイムトライアル U23 7位
  - アジア自転車競技選手権大会・個人タイムトライアル U23 9位
- 2016
  - 全日本選手権・ロードレース 4位